# Fundación Europea para el Clima
La European Climate Foundation (ECF), la “Fundación Europea para el Clima”, es una iniciativa filantrópica independiente cuya labor es ayudar a hacer frente a la crisis climática al fomentar el desarrollo de una sociedad con cero emisiones netas a escala nacional, europea y mundial. Su objetivo es promover políticas relacionadas con el clima y la energía que presionen a Europa y a otros actores internacionales clave para lograr una sociedad con cero emisiones netas de gases de efecto invernadero antes de 2050. La ECF también trabaja para garantizar que Europa desempeñe un papel pionero a la hora de demostrar que el camino hacia esa sociedad de cero emisiones netas es justo, alcanzable y deseable. 
Como fundación, las principales operaciones de la ECF se centran en la concesión de subvenciones para la realización de proyectos. Estas ayudas se distribuyen estratégicamente entre un amplio abanico de organizaciones dedicadas a muchos tipos diferentes de actividades caritativas para mitigar el cambio climático. Entre las distintas actividades pueden incluirse trabajos de investigación, labores de incidencia o campañas públicas.
La ECF se financia exclusivamente con fuentes filantrópicas comprometidas en la lucha contra el cambio climático. No acepta financiación de fuentes empresariales o gubernamentales. Sus fondos no se utilizan para participar en actividades políticas o partidistas, ni para financiar partidos políticos o respaldar fines sectarios o religiosos. Todos los beneficiarios están obligados a cumplir estos principios cuando aceptan el apoyo de la Fundación.
La ECF concedió 1177 subvenciones a 713 organizaciones en 2021.

## Ámbitos de actuación
La ECF, como institución y como miembro de una red más amplia y diversa, colabora estrechamente con muchos socios beneficiarios, que operan en la mayoría de los países europeos, para reforzar la acción climática europea y el liderazgo climático a todos los niveles. La Fundación ayuda a las organizaciones con las que colabora a innovar y llevar a cabo actividades estratégicas que impulsen políticas urgentes y ambiciosas encaminadas a la consecución de los objetivos del Acuerdo de París, al tiempo que contribuyen al debate público sobre la acción climática. El objetivo es ayudar a conseguir una transición socialmente responsable hacia una economía con cero emisiones netas y una sociedad sostenible, tanto dentro como fuera de Europa.

## Estructura
En lo que al personal y a la estructura se refiere, el trabajo de la ECF se divide en tres áreas principales:  
- Programas sectoriales (uso de la tierra, transporte, sector de la construcción, industria e innovación, sistemas energéticos y carbón, finanzas, así como planificación y legislación climáticas)
- Plataformas e iniciativas transversales, incluida la labor realizada en el marco del Pacto Verde Europeo
- Iniciativas específicas para cada país que promueven la acción climática en Francia, Alemania, Polonia, España, Italia, Hungría, República Checa, Reino Unido y Turquía, así como iniciativas regionales en Europa Central y el Sudeste de Europa.

La sede de la ECF se encuentra en La Haya (Países Bajos).  
La Fundación emplea a más de 200 personas y, desde 2017, está presidida por la directora general Laurence Tubiana, quien sucede al Dr Johannes Meier, director de la Fundación durante seis años.
La ECF cuenta con un consejo de supervisión encargado de verificar el trabajo de la Fundación. Su función es guiar y supervisar las actividades de la ECF, así como definir la dirección estratégica de la organización. Para más información, visite la página web de la organización.
La Fundación Europea para el Clima ha apoyado la creación de varias plataformas, como CarbonBrief a finales de 2010, la plataforma 2050 Pathways en 2016, Net-Zero 2050, y muchas más.